# NGC 4178
NGC 4178 è una galassia a spirale barrata situata nella costellazione della Vergine distante oltre 40 milioni di anni luce dalla Terra.
È una dei componenti dell'Ammasso della Vergine che, insieme al Gruppo Locale, è parte del Superammasso della Vergine.
Nel 2012, grazie alle osservazioni effettuate dal telescopio spaziale Chandra nello spettro dei raggi X, si è potuto evidenziare la presenza di un buco nero supermassiccio al centro della galassia con una massa stimata compresa tra 104 e 105 masse solari; ciò ne fa uno dei buchi neri con massa relativamente piccola attualmente conosciuti.
Nel maggio 1963 G.V. Zaytsheva del Konkoly Observatory di Budapest in Ungheria ha identificato la supernova SN 1963i, probabilmente una supernova Ia anche se il dato è rimasto non confermato.